# Geologie des Zentralmassivs

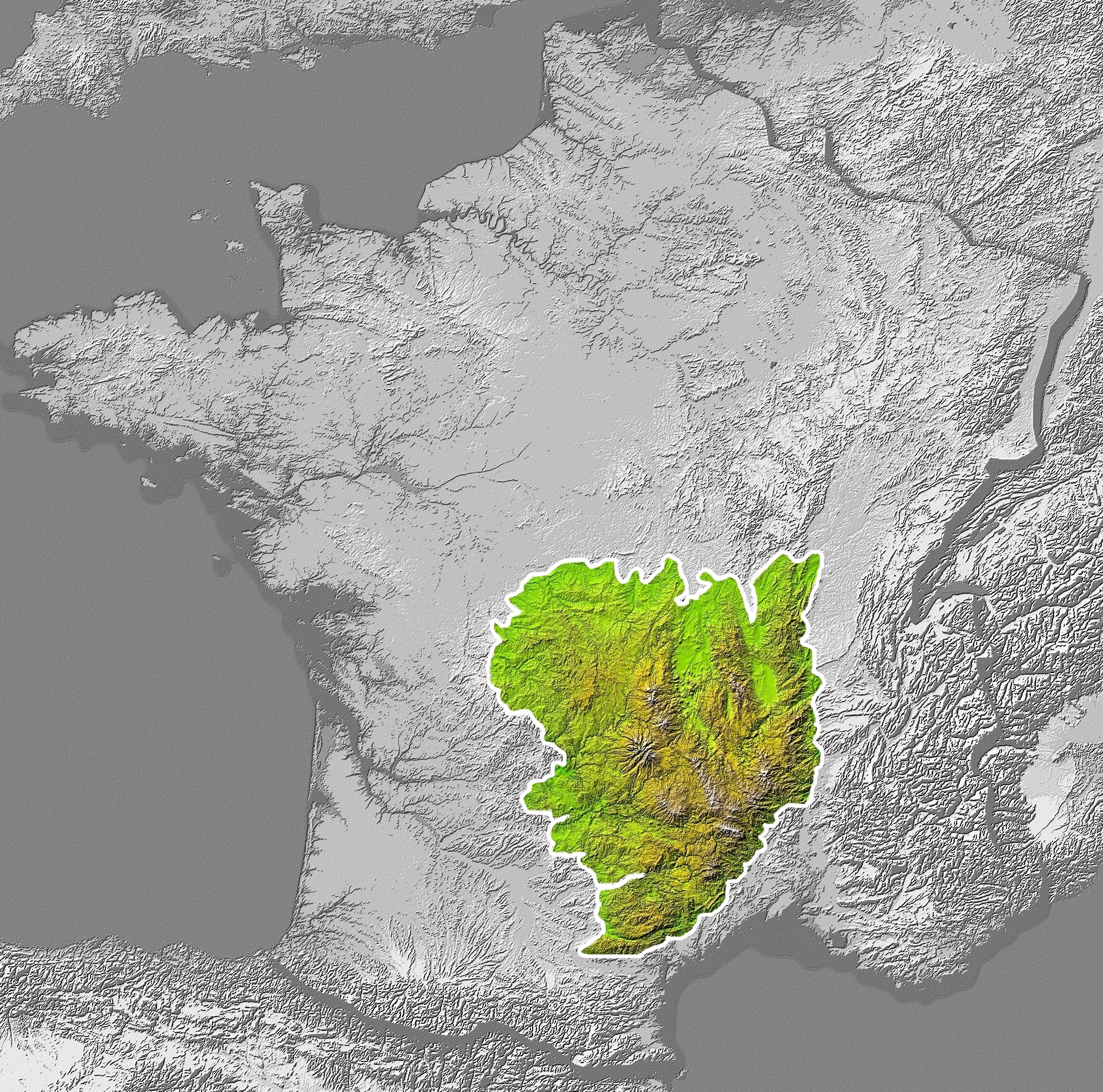
Geographische Lage des Zentralmassivs in Frankreich

Die Geologie des Zentralmassivs beginnt im Neoproterozoikum, und seine Entstehungsgeschichte hält bis auf den heutigen Tag an. Das Zentralmassiv (franz. Massif Central) ist mit dem Armorikanischen Massiv eines der beiden großen Grundgebirgsmassive Frankreichs. Das Massiv wurde hauptsächlich von der kaledonischen und der variszischen Gebirgsbildung geformt, weist aber ebenfalls alpidische Prägungen auf – so ist sein starker känozoischer Vulkanismus wahrscheinlich von der Alpen-Orogenese ausgelöst worden. Zirkondatierungen von rund 3000 Millionen Jahren (Archaikum) belegen sein hohes Alter. Strukturell besteht das Zentralmassiv hauptsächlich aus einem Stapel von synmetamorphen Grundgebirgsdecken.

## Einführung

Das Zentralmassiv im Kontext der Variszischen Orogenese

Das aufgeschlossene Grundgebirge des Zentralmassivs besitzt in etwa die Gestalt eines auf seiner Spitze stehenden Dreiecks. Aufgrund seiner Größe – das Zentralmassiv misst zirka 500 Kilometer in Nord-Süd-Richtung bei einer maximalen Breite in Ost-West-Richtung von rund 340 Kilometer – hat es Anteil an mehreren tektonischen Bereichen, die während der variszischen Orogenese gebildet wurden.
Der Hauptteil gehört zur ligero-arvernischen Zone (oft auch als eigener Kleinkontinent Ligeria bezeichnet), der im äußersten Nordosten gelegene Morvan aber bereits zur morvano-vosgischen Zone, die ihrerseits dann weiter ostwärts in die Moldanubische Zone übergeht. Alle diese Zonen bilden den Internteil des variszischen Orogens, der sich folgendermaßen kennzeichnen lässt:
- er enthält Überreste ozeanischer Kruste, die im Zeitraum Silur bis Devon subduziert worden war.
- die Annäherung Gondwanas an den cadomischen Kontinentalblock, Teil Armoricas, und weiter im Osten an die saxothuringische Mitteldeutsche Schwelle führte im Zeitraum Devon bis Karbon zu einer Kontinentalkollision, die das Grundgebirge zerscherte und große Gneisdecken in Bewegung setzte. Im Gegensatz zu den weiter ostwärts gelegenen Vogesen erfolgte der Deckentransport im Massif Central jedoch generell in südliche Richtungen.
- nach Abklingen der Überschiebungen kam es zur Heraushebung des Gebirges, die diachron verlief. Sie begann im Westen und Norden des Zentralmassivs bereits vor 380 Millionen Jahren (im Oberdevon, Frasnium), im Südteil jedoch erst vor 350 Millionen Jahren im Unterkarbon (Tournaisium). Weiter ostwärts in den Vogesen setzte die Heraushebung noch wesentlich später ein (vor 330 Millionen Jahren am Ende des Viséums).

Im äußersten Süden hat das Zentralmassiv noch Anteil an der Montagne-Noire-Zone (diese gehört zusammen mit den Pyrenäen zum Kleinkontinent Aquitania), die keine Grundgebirgsdecken mehr besitzt und von deren neoproterozoischem Grundgebirge im Verlauf der Heraushebung die nicht- bis niedrig metamorphen paläozoischen Sedimentdecken in südliche Richtung abgeglitten sind.

## Geographische Strukturierung

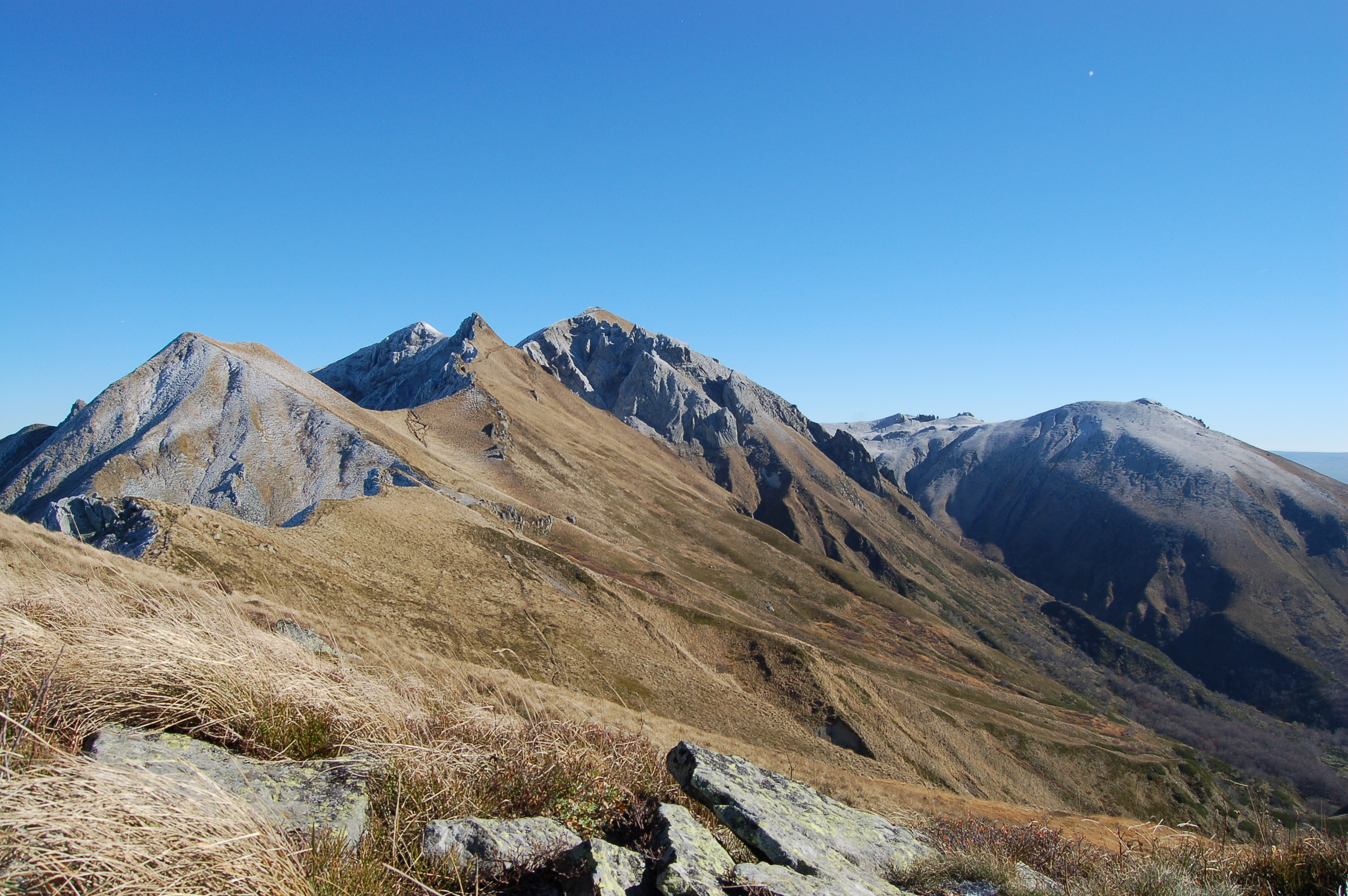
Der Puy de Sancy von Süden, mit 1885 Meter höchste Erhebung des Zentralmassivs

Das Massif Central wird von mehreren bedeutenden Krustenstörungen und Brüchen durchzogen, die eine räumliche Gliederung ermöglichen.
Die wichtigste dieser Störungen dürfte zweifelsohne der 250 Kilometer lange, Nordnordost-Südsüdwest-streichende Sillon Houiller sein, der dann südwärts in die Toulouse-Störung übergeht. Der Sillon Houiller trennt den nicht-vulkanischen Westteil vom vulkanischen Zentral- und Ostteil.
Der oligozäne Limagne-Graben greift von Norden 150 Kilometer tief in das Zentralmassiv ein und durchtrennt das Massiv beinahe in Richtung Grands Causses.
Der westwärts dieser Einschnürung gelegene Zentralteil des Zentralmassivs trägt Stratovulkane wie den Cantal (Europas größtes Vulkangebäude) und die Monts Dore (mit dem Puy de Sancy), sowie die Schlackenkegel, Lavadome und Maare der Chaîne des Puys.
Der Ostteil erstreckt sich vom Morvan im Norden bis zu den Cevennen im Süden. Er fällt jäh zum begrenzenden Bresse-Graben und dessen Verlängerung in die Bas Dauphiné ab. Die am Südostrand beginnenden Dehnungsbrüche leiten bereits zur tektonischen Provinz des ozeanischen Liguro-Provençalischen Beckens über. Der oligozäne Roanne-Graben und die gleich alte Plaine de Forez bilden im Ostteil ähnlich dem weiter westlich gelegenen Limagne-Graben einen weiteren tiefen Einschnitt in die Grundgebirgsstrukturen. Das Nordost-Südwest-streichende permische Einbruchsbecken von Blanzy-Le Creusot verleiht dem nördlich folgenden Morvan eine Eigenstellung.
Eine weitere wichtige Ostsüdost-Westnordwest-streichende Zäsur liegt auf der Höhe von Decazeville und Figeac, welche die südwärts gelegene Rouergue mit der Montagne Noire fast vollständig von der nördlichen Hauptmasse des Zentralmassivs abtrennt.
Zusammenfassend lässt sich sagen, dass das Zentralmassiv eine asymmetrische Grundgebirgsscholle darstellt, die an ihrem Ostrand durch die alpidische und an ihrem Südrand durch die Pyrenäen-Orogenese herausgedrückt wurde. Diese Ränder zeigen abrupte Übergänge zu ihrem Umfeld. Das Massiv erreicht hier auch durchschnittlich die größten topographischen Höhen und fällt dann allmählich gegen Nordwesten in Richtung Limousin und Marche ab, wo es relativ sanft unter den Sedimenten des Aquitanischen Beckens beziehungsweise des Pariser Beckens abtaucht. Dieses etwas vereinfachende Schema wird jedoch örtlich durch die zahlreichen Störungen und Brüche verkompliziert – die höchste Erhebung des Zentralmassivs ist beispielsweise der Puy de Sancy mit 1886 Metern im Zentralteil.

## Tektono-metamorphe Bereiche
Das kristalline Grundgebirge des Zentralmassivs wird nach M. Chenevoy (1974) in drei große tektono-metamorphe Bereiche untergliedert:
- Arvernischer Bereich (Auvergne)
- Ruteno-Limousin-Bereich (Rouergue-Limousin)
- Cevenolischer Bereich (Cevennen)

### Der Arvernische Bereich

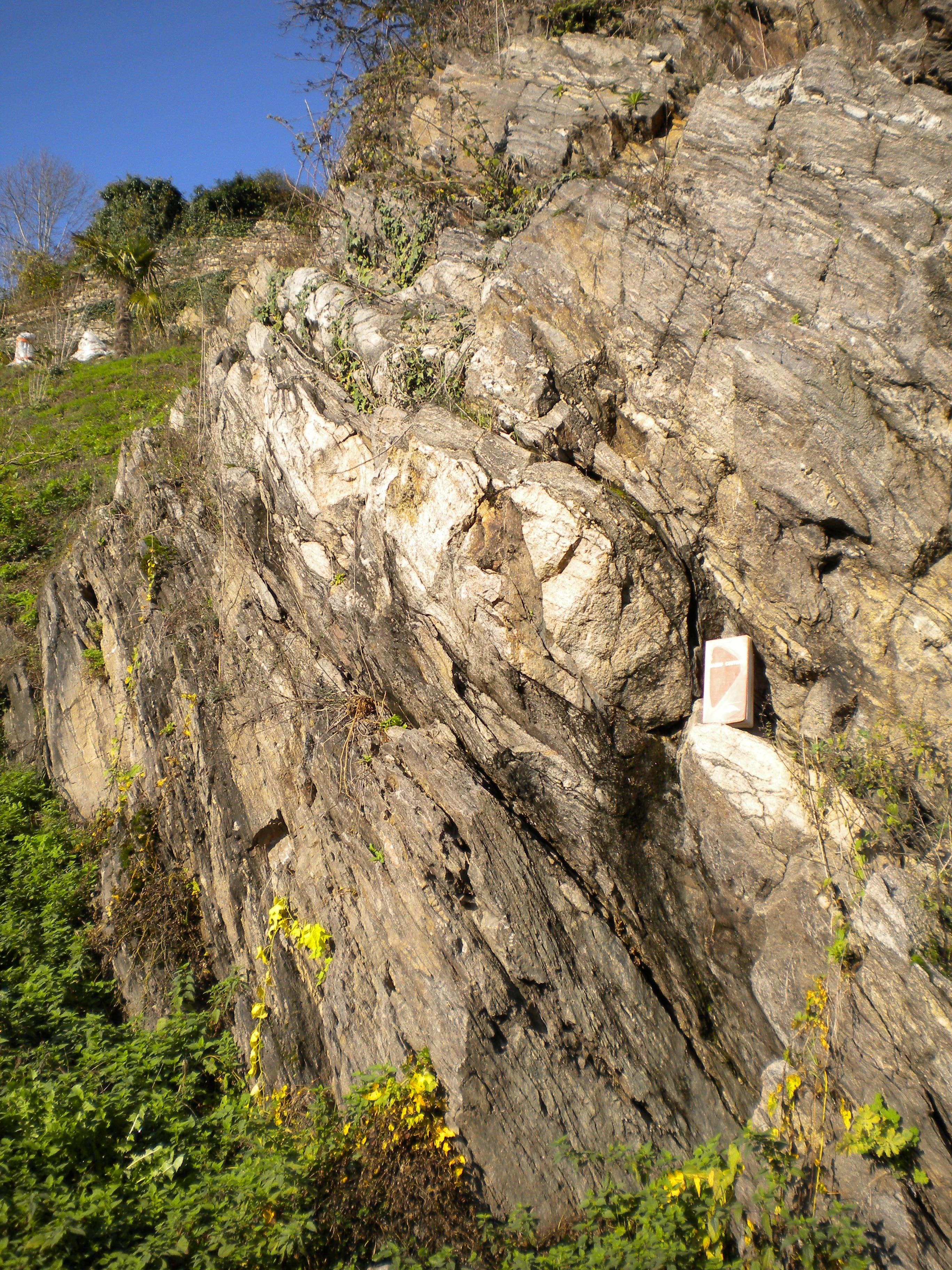
Neoproterozoischer Paragneis des Arvernischen Bereichs bei Nontron, Dordogne. Die helle Grauwackenbank ist boudiniert und fällt relativ steil nach NNO ein

Der Arvernische Bereich ist der strukturell tiefstliegende Bereich und besitzt parautochthonen Charakter. Er umrahmt einige Aufwölbungen im Grundgebirge wie den Saint-Mathieu-Dom, den Sussac-Dom und das riesige Plateau de Millevaches (alle im tief abgetragenen Westteil). Sein Hauptverbreitungsgebiet ist jedoch die Auvergne (daher auch der Name), hinzu kommen ferner die westliche Marche, der nördliche Morvan, das Lyonnais und das Livradois (Haut Allier).
Die jetzt hochmetamorphen Gesteine – im Wesentlichen wurde die Amphibolitfazies erreicht und es herrschten Mitteldruck-Hochtemperatur-Bedingungen vor – wurden ursprünglich als Flyschserien am nördlichen Kontinentalrand Gondwanas abgelagert. Der Flysch bestand aus einer monotonen, rhythmischen Wechselfolge von tonigen (Pelite) und sandigen Lagen (Grauwacken) und konnte eine erstaunliche Mächtigkeit von 15 Kilometern und mehr erreichen. Im Mittelteil der Serie sind bimodale vulkanogene Sedimente zwischengeschaltet, die mehrere Tausende von Metern mächtig werden können. In ihnen überwiegt rhyolithisches Material, es treten aber auch tholeiitische Basalte, selten auch Peridotit- und Karbonatlinsen auf. Für die neoproterozoische Sedimentfolge, von französischen Geologen als Briovérium bezeichnet, wird ein Maximalalter von 650 Millionen Jahren angegeben, möglicherweise aber auch nur 600 bis 550 Millionen Jahre (Ediacarium).
Die ehemaligen Sedimente des Arvernischen Bereichs wurden im Wesentlichen nur während der acadischen Phase (vor 400 – 350 Millionen Jahren) im Verlauf der kaledonischen Gebirgsbildung metamorphosiert. Der Druck erreichte 0,6 – 0,8 GPa (6 – 8 Kilobar) entsprechend einer Versenkungstiefe von 25 – 30 Kilometer bei einem Temperaturgradienten von 20 bis 25 °C pro Kilometer. Es entstanden Migmatite (Anatexite) an der Basis, gefolgt von Gneisen, Glimmerschiefern und schließlich grünschieferfaziellen Serizit- und Chloritschiefern in höheren Lagen. Die vulkanogenen Einschaltungen wurden zu Leptyniten und Amphiboliten metamorphosiert.
Die Gesteinsabfolge enthält auch Augengneise (zerscherte Orthogneise), die aus ehemaligen porphyrischen Granitoiden hervorgegangen sind. Ihr Alter liegt um 500 Millionen Jahre (Furongium).

### Der Ruteno-Limousin-Bereich
Die metamorphen Gesteine des Ruteno-Limousin-Bereichs beschränken sich auf das Limousin, das Rouergue, die östliche Marche, die Châtaigneraie, die südliche Margeride und auf den Westrand der Cevennen. Das Sedimentpaket beginnt mit derselben Abfolge wie im Arvernischen Bereich. Im Gegensatz zum Arvernischen Bereich ist im Ruteno-Limousin-Bereich noch eine darüber folgende paläozoische Serie erhalten. Letztere beginnt im Unterkambrium mit einer mächtigen vulkanogenen Abfolge rhyolitischer Zusammensetzung. Es folgen datiertes Oberkambrium, Ordovizium und Silur.
Das Limousin wurde ebenfalls ausschließlich während der acadischen Phase metamorphosiert. Im Rouergue jedoch überlagert sich zusätzlich noch die hercynische Metamorphose, welche unter Tiefdruckbedingungen aber hohen Temperaturen ablief.

### Der Cevenolische Bereich
Der Cevenolische Bereich umfasst die Cevennen, die Montagne Noire, das Albigeois und das Lyonnais. Auch hier folgt auf kristalline Schiefer des Arvernischen Bereichs gut datiertes Paläozoikum (Kambrium und Ordovizium). Dieses Paläozoikum ist in der Montagne Noire nicht metamorph, nimmt aber weiter nördlich im Albigeois und in den Cevennen zusehends metamorphen Charakter hercynischer Prägung an.

## Niedrig metamorphe Gesteinsserien

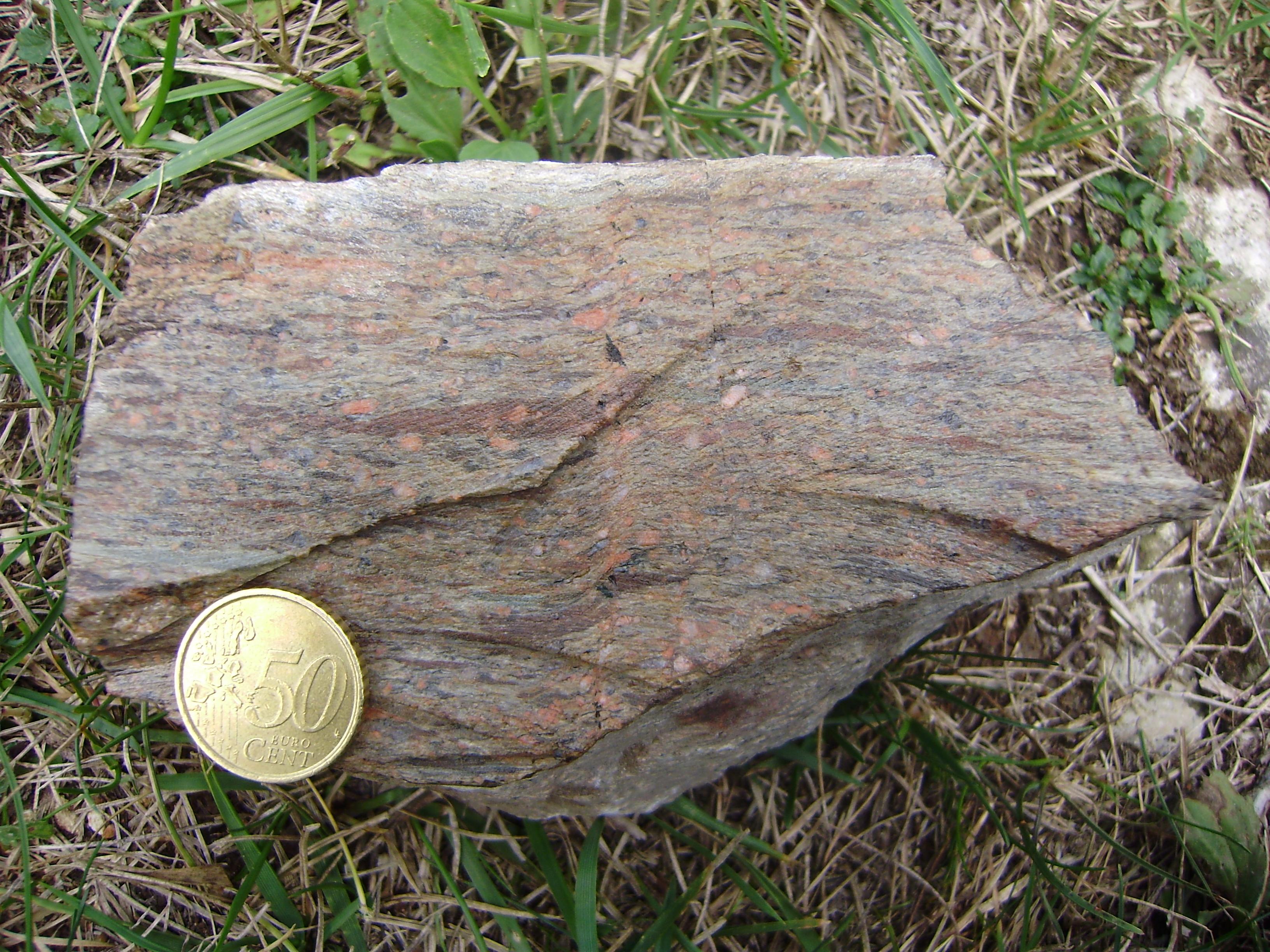
Génis-Porphyroid der Génis-Einheit aus dem Tremadocium

Niedrig metamorphe, grünschieferfazielle Gesteinsserien sind im Zentralmassiv unterrepräsentiert und treten meist auch nur in peripherer Lage auf. Beispiele sind die Génis- und die Thiviers-Payzac-Einheit im Bas-Limousin, die Mazerolles-Einheit in der Haute-Charente, die Brévenne-Einheit im Nordosten (Lyonnais) und die Schiefer des Albigeois im Süden.
Die Génis-Einheit beispielsweise zeigt folgenden Aufbau (von jung nach alt):
- Génis-Grünschiefer
- Conodonten-führende Kalklinsen aus dem Obersilur
- Génis-Serizitschiefer, enthalten Acritarchen aus dem Ordovizium
- verkieselte Arkosen des Moulin du Guimalet, eventuelle Affinität zum ordovizischen Grès armoricain der Bretagne
- Génis-Porphyroide, ehemalige rhyolithische Ignimbrite (Metaignimbrite) von der Wende Kambrium/Ordovizium
- Excideuil-Serizitschiefer

Die Thiviers-Payzac-Einheit baut sich hauptsächlich aus rhyodazitischen Tuffen, Grauwacken und Siltiten auf.
Die Mazerolles-Einheit besteht aus aluminiumreichen Glimmerschiefern mit quarzitreichen Passagen. Sie ist aus ehemaligen Peliten und Siltiten hervorgegangen und stammt wahrscheinlich aus dem Kambrium.
Die Brévenne-Einheit ist eine ophiolithische Decke oberdevonischen Alters. Sie besteht aus Kissenlaven, Diabasen, Gabbros, ultramafischen Gesteinen, Kieselschiefern und massiven Sulfiderzen.

## Sedimentäre Entwicklung
Nicht-metamorphe Gesteinsserien sind sehr wichtig für die paläogeographische Rekonstruktion, da sie die ehemaligen Verhältnisse unverfälscht wiedergeben. Im Zentralmassiv nehmen sie leider oft nur eine untergeordnete Stellung ein und sind meist auch nur in randlichen Lagen erhalten geblieben. Diese Tatsache erschwert natürlich das Verständnis der damaligen Verhältnisse und Abläufe.

### Vorkarbonische Serien

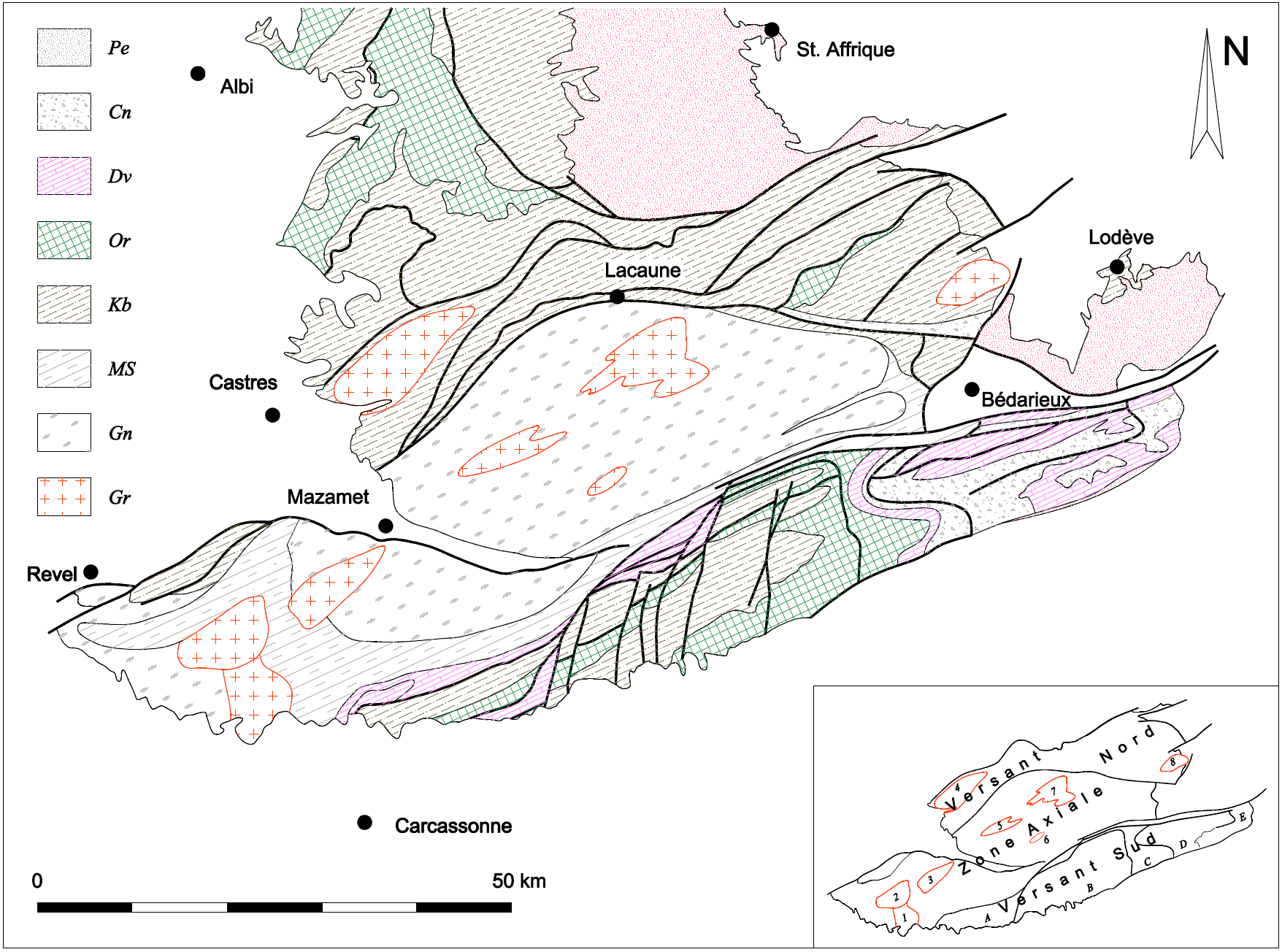
Die Geologie der Montagne Noire

Vorkarbonische nicht-metamorphe Sedimente sind in zwei Gebieten anzutreffen:
- in der Montagne Noire am Südrand und
- im Morvan im Nordosten

Am Südrand der Montagne Noire liegt eine nahezu vollständige Sedimentserie vor, die vom Kambrium bis zum Unterkarbon reicht.
Das Kambrium setzt mit basalen Rhyolithen ein, anschließend folgen der Grès de Marcory (ein Sandstein), Archaeocyathidenkalke und vor allem Tonschiefer und Sandsteine. Ordovizium und Silur bestehen im Wesentlichen aus Tonschiefern, wohingegen das Devon ausschließlich aus Karbonaten der mediterranen Fazies aufgebaut wird.
Am Nordrand ist die Serie etwas unvollständiger, es fehlt das Obere Ordovizium. Als Entschädigung kann hier der progressive Übergang des Kambro-Silurs in die metamorphen Äquivalente des Albigeois beobachtet werden.
Im Morvan sind devonische Sedimente des Givetium, Frasnium und Famennium aufgeschlossen. Givetium und Frasnium sind als Riffkalke ausgebildet. Das Famennium besteht aus Clymenien-führenden Tonschiefern mit spilitischen Zwischenlagen.

### Unterkarbon

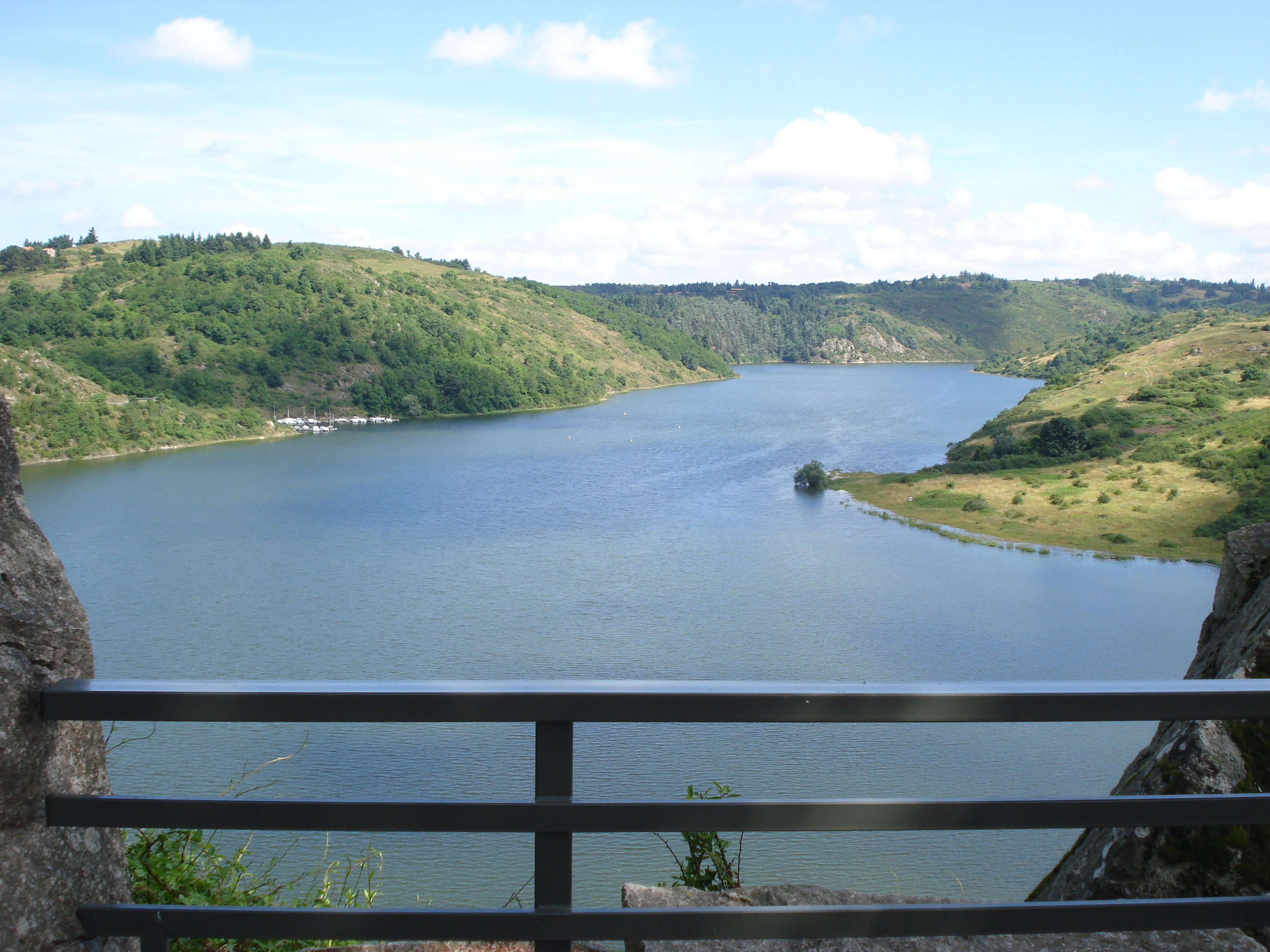
Die jetzt zum Lac de Villerest aufgestaute Loire durchbricht den Gürtel der Tufs anthracifères

Unterkarbonische Sedimente liegen in einem Band, das vom Roannais über das Beaujolais bis südwestlich von Montluçon reicht.
Die Abfolge beginnt im Unteren Viséum – das Tournaisium fehlt generell im Zentralmassiv, mit Ausnahmen im Morvan – mit tonig-sandigen Sedimenten, darauf folgen im Mittleren Viséum Grauwacken, Konglomerate und Karbonate. Bedeutend ist vor allem das transgressive Obere Viséum mit den so genannten Tufs anthracifères, die eine weite räumliche Verbreitung haben und sehr mächtig werden können. Es handelt sich hierbei um pyroklastische vulkanische Tuffe rhyolithischer oder dazitischer Zusammensetzung. Die Bezeichnung leitet sich von den Anthrazit-Einschaltungen ab, die ein paralisches Milieu in Flachseenähe anzeigen.

### Kohle führendes Oberkarbon

Karte der französischen Kohlebecken

Nach den starken tektonischen Bewegungen im Zeitraum 325 – 305 Millionen Jahren BP (Serpukhovium, Bashkirium und Moskovium – sudetische und asturische Phase) mit gleichzeitig erfolgender Granitisation kam es im Kasimovium zu spätorogener Bruchtektonik. Die entstehenden Einbruchsbecken von meist nur geringer Ausdehnung füllten sich mit limnischen Sedimenten, darunter Konglomerate, Sandsteine, Tonschiefer und Kohleflöze. Auch örtliche Rhyolitheinlagerungen können beobachtet werden.
Beispiele hierfür sind die Kohlebecken von Ahun, Argentat, Blanzy, Decazeville, Graissessac, Le Creusot, Messeix im Sillon Houiller, Saint-Étienne, Sainte-Foy und Sincey-lès-Rouvray.
Die Beckensedimente wurden später während der saalischen Phase zwischen den sich bewegenden Grundgebirgsblöcken sehr kräftig gefaltet.

### Permische Einbruchsbecken
Auch im Perm setzte sich die Dehnung des jungen Orogens weiter fort und es bildeten sich mehrere Einbruchsbecken, hauptsächlich entlang der Peripherie des Zentralmassivs, im Innern finden sich nur spärliche Reste. Die Sedimentfüllung war kontinentaler und detritischer Natur, im Wesentlichen rote Sandsteine.
Beispiele für permische Einbruchsbecken sind die Becken von Autun, Blanzy, Brive, Espalion, Moulins und Saint-Affrique.

### Mesozoikum
Während des Mesozoikums blieb das Zentralmassiv Festland, die bereits im Oberkarbon begonnene Abtragung schritt weiter fort. Eine Ausnahme bilden die Ränder des Massivs und der Meeresgolf der Causses; hier hinterließ das Jurameer zum Teil recht mächtige Kalkformationen.

### Känozoikum
Mit Beginn des Känozoikums wurde das Zentralmassiv im Zuge der Entstehung der Alpen und Pyrenäen stark angehoben und bereits im Paläogen setzte explosiver Vulkanismus ein, der bis in die Jetztzeit fortdauern sollte.
Im späten Eozän entstand das so genannte Sidérolithique, Lateriten nahestehende eisenreiche Ablagerungen, die eine intensive Einebnung des Massivs und seiner Ränder unter subtropischen Bedingungen widerspiegeln.
Eine starke Krustendehnung begann im mittleren Eozän (Lutetium), erreichte ihren Höhepunkt aber im Oligozän; sie ließ große, Nord-Süd- und Nordnordwest-Südsüdost-streichende asymmetrische Einbruchsgräben (Cher-Graben, Bresse- und Limagne-Graben, sowie Roanne-Graben, Plaine du Forez und mehrere kleinere Grabenstrukturen) entstehen. Die Sedimentfüllung ist limnisch mit zum Teil vulkanischen Einschaltungen, den so genannten Pépériten. Die Mächtigkeit der kontinentalen Grabensedimente kann bis über 2500 Meter anschwellen.
Gegen Ende des Miozäns bildeten sich dann die Vorläufer der Stratovulkane Cantal und Monts Dore. Im östlichen Velay lagerten sich mächtige Alkalibasalte ab und es drangen Phonolithkuppen auf.
Im Pliozän kam es zu einer erneuten Hebungsphase mit gleichzeitig verstärkten Erosionsraten, der Vulkanismus erreichte seinen Höhepunkt. So baute sich der Cantal beispielsweise bis auf über 3000 Meter auf.
Während der letzten Eiszeit etablierten sich Talgletscher und kleinere Eiskappen am Cantal und am Monts Dore, bezeugt durch Moränen und Gletscherkare.
In der Chaîne des Puys ereignete sich die letzte phreatomagmatische Explosion vor 3000–4000 Jahren.

## Magmatische Entwicklung

### Tiefengesteine
Magmatische Tiefengesteine nehmen fast die Hälfte der Oberfläche des Zentralmassivs ein, der Großteil steht in direktem Zusammenhang mit tektonischen Bewegungen während der Gebirgsbildung.
Präorogen, also vor der Gebirgsbildung, entstanden zwei Generationen von Granitoiden, eine am Ende des Kambriums vor 500 Millionen Jahren, die andere im Oberordovizium vor 460 Millionen Jahren. Beide Generationen wurden dann später zu Augen- oder Bändergneisen verformt.
Während der gebirgsbildenden Vorgänge entstanden drei Generationen von Migmatiten (anatektische partielle Schmelzen):
- Devonische Migmatite. Entstanden zwischen 385 und 375 Millionen Jahren BP.
- Migmatite des Viséums. Entstanden zwischen 333 und 325 Millionen Jahren BP.
- Spätkarbonische Migmatite. Betroffen war nur der riesige anatektische Dom des Velay-Granit vor rund 300 Millionen Jahren BP.[3]

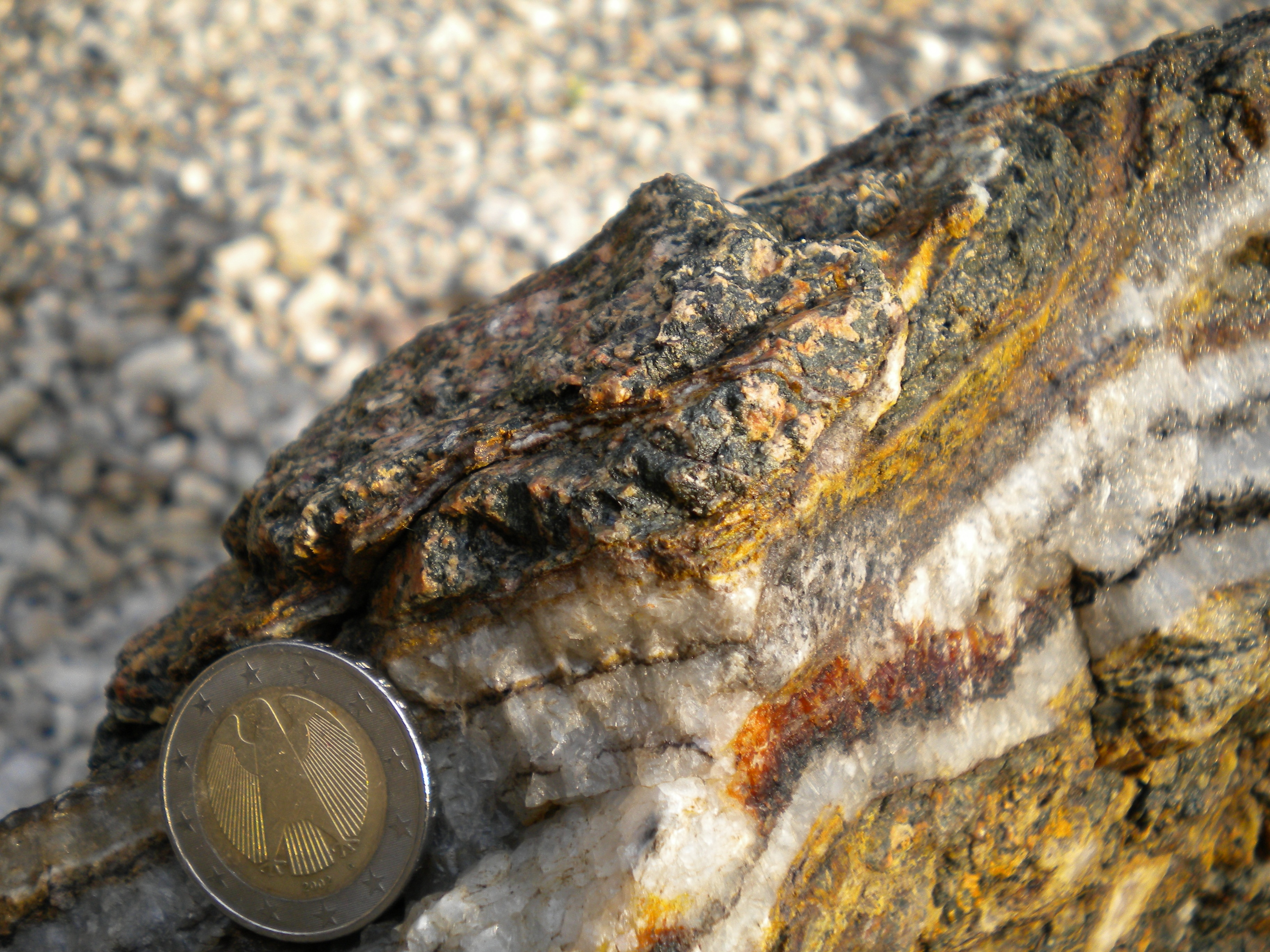
Mazières-Quarzdiorit aus der Limousin-Tonalitlinie

Die Tonalite, Quarzdiorite und Diorite der so genannten Limousin-Tonalitlinie bildeten sich um 360 Millionen Jahre BP. Die Granitoide des stark aluminiumhaltigen (peraluminosen) Guéret-Typus drangen im Zeitraum 360 bis 350 Millionen Jahre BP auf. Die Abkühlalter der Leukogranite, der Monzogranite und der Granodiorite sind alle wesentlich jünger und liegen zwischen 325 und 300 Millionen Jahren BP.

### Vulkanismus
Bereits im Paläogen (vor 62 Millionen Jahren BP) setzten im Zentralmassiv die vulkanischen Tätigkeiten ein, die bis ins Holozän andauerten. Der Westteil des Zentralmassivs wurde davon nicht berührt.
Geochemisch handelt es sich um einen alkalischen Intraplattenvulkanismus. Das Spektrum der geförderten Gesteine reicht von Pikriten und Basaniten über Basalte, Hawaiite, Mugearite, Benmoreite, Trachybasalte, basaltische Trachyandesite und Trachyandesite hin zu Trachyten, Phonolithen und Rhyolithen.
Auslöser dieses relativ lang andauernden Vulkanismus ist womöglich ein unter dem Zentralmassiv sitzender Hotspot. Zweifelsohne sind auch die Auswirkungen der Alpen-Orogenese auf ihr umliegendes Spannungsfeld in Betracht zu ziehen.
Räumlich erfasste der Vulkanismus folgende Gebiete (von Nord nach Süd):
- Chaîne de la Sioule
- Chaîne des Puys
- Limagne
- Monts Dore
- Forez
- Cézallier
- Cantal
- Devès
- Velay
- Aubrac
- Vivarais
- Plateau du Coiron
- Causses
- Escandorgue – Languedoc

Der Ablauf der vulkanischen Tätigkeiten lässt sich in drei Abschnitte gliedern:
- Präriftphase. Sie dauerte bis zum Ende des Eozäns vor 36 Millionen Jahre BP (Priabonium). Sie besteht aus zirka 15 räumlich und zeitlich getrennten Eruptionen.
- Synriftphase. Sie dauerte bis zum Ende des Mittleren Miozäns vor 13 Millionen Jahren BP (Serravallium). Sie begann mit einer praktisch vulkanitfreien anfänglichen Sedimentationsphase, die im Süden bis ins Obere Oligozän vor 27,5 Millionen Jahren und im Norden bis zum Ende des Oligozäns vor 23 Millionen Jahren anhielt. Im Limagne-Graben setzte der Vulkanismus dann vor 27 Millionen Jahren, in der Plaine du Forez vor 20 Millionen Jahren (im Burdigalium) wieder ein.
- Postriftphase – Hauptphase. Sie lieferte rund 90 % der Gesamtfördermenge. Sie begann vor 13 Millionen Jahren zuerst im Süden im östlichen Velay, kurz darauf auch im Cantal. Im Norden setzen die vulkanischen Aktivitäten nach einer längeren Ruhepause erst wieder im Messinium vor 6 Millionen Jahren ein.

## Tektonische Entwicklung

### Struktureller Aufbau
Strukturell ist das Zentralmassiv ein Deckenstapel metamorpher Grundgebirgsdecken, die auf ihr südliches Vorland (Aquitania) aufgeschoben wurden. Es lassen sich folgende Einheiten unterscheiden (von strukturell höher nach strukturell tiefer):
- Niedrig bis nicht metamorphe Einheiten. Kommen meist mit anormalen Kontakt auf der Oberen oder Unteren Gneisdecke zu liegen. Eine Ausnahme bilden die Tufs anthracifères, die diskordant aufliegen.
- Obere Gneisdecke (Unité Supérieure des Gneiss). Führt an ihrer Basis reichlich Relikte von Eklogiten und Granuliten, gefolgt vom Leptyno-amphibolitischen Komplex und einer mächtigen Paragneisserie mit Anatexiten. Die beiden Gneisdecken werden von Myloniten abgetrennt. Höchstgradige metamorphe Einheit.
- Untere Gneisdecke (Unité Inférieure des Gneiss). Besteht vorwiegend aus einer Abfolge von Metagrauwacken, Metapeliten und Metarhyolithen mit eingelagerten Orthogneisen (Augengneisen) – ehemaligen alkalischen Granitoiden, die im Zeitraum 540 bis 430 Millionen Jahren in die ehemaligen Sedimente eindrangen. Überfährt die Parautochthone Einheit.
- Parautochthone Glimmerschiefereinheit (Unité para-autochthone des micaschistes). Oft in tektonischen Fenstern anzutreffen. Überfährt den südwärts gelegenen Falten- und Überschiebungsgürtel. Besteht hauptsächlich aus Glimmerschiefern, untergeordnet Quarzite, sehr selten auch Amphibolite und Kalklinsen. Der Metamorphosegrad war Grünschieferfazies bis Epidot-Amphibolitfazies.
- Paläozoischer Falten- und Überschiebungsgürtel. Gut ausgebildet in der Montagne Noire. Liegender Faltenbau im Kilometerbereich, Überschiebungsrichtung nach Süden. Niedrig bis nicht metamorphes Unterkambrium bis einschließlich Unterkarbon.
- Vorlandbecken. Verfüllt mit Turbiditen aus dem Viseum und dem Serpukhovium. Erstreckt sich vom Südostrand der Montagne Noire bis zu den Pyrenäen. Die proximale Fazies in der Montagne Noire enthält Olistholithe aus dem Falten- und Überschiebungsgürtel.[4]

### Dynamische Entwicklung

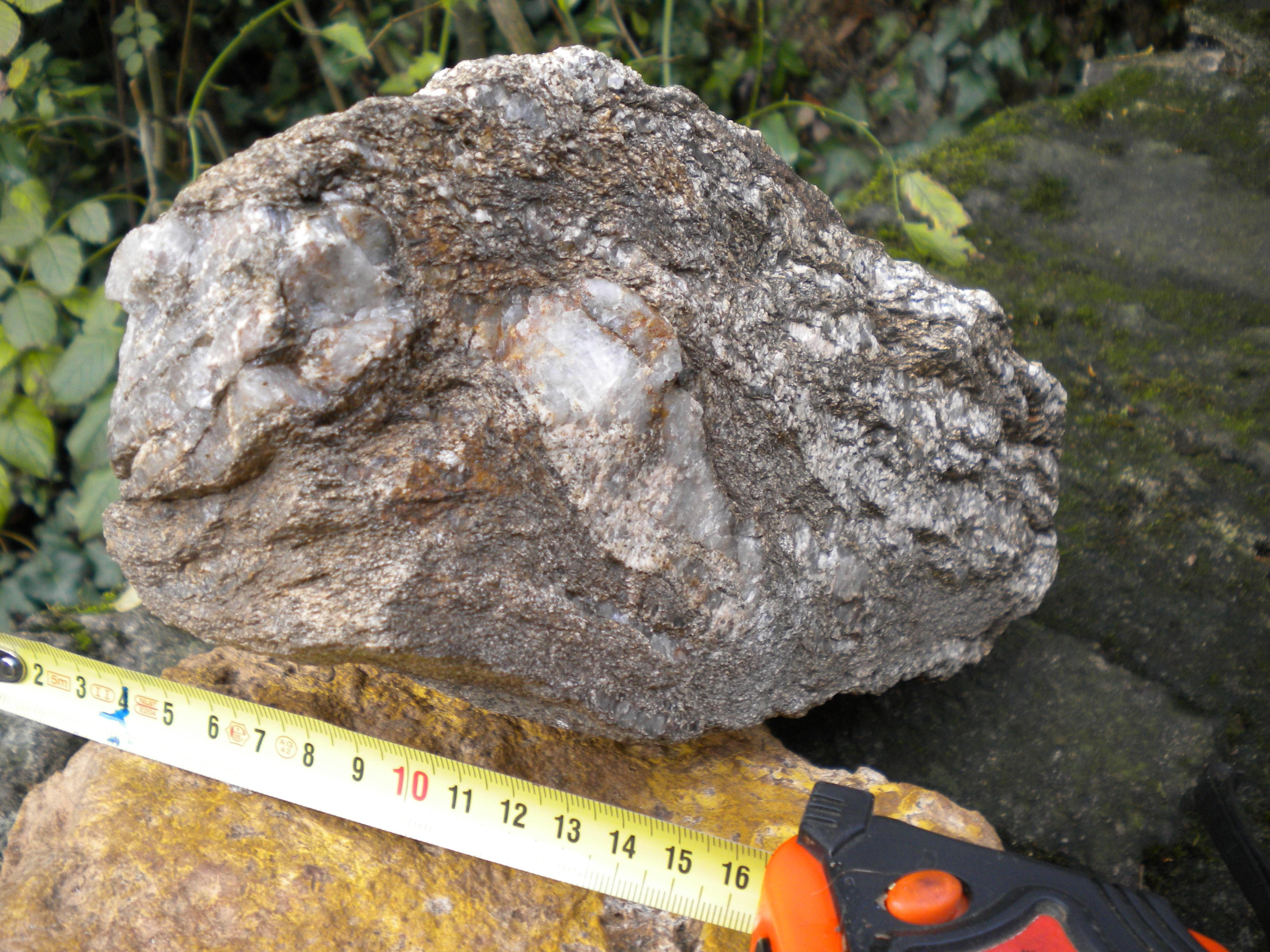
Paragneis des Arvernischen Bereichs. Dieses Handstück veranschaulicht die geodynamische Komplexität des Zentralmassivs. Linke Seite: Porphyroblast in C/S-Gefüge mit Bewegungssinn nach Südwest (D_{1}-Stadium). Rechte Seite. Porphyroblast im unteren Abschnitt ebenfalls in C/S-Anordnung, Bewegungssinn nach links (Nordwest – D_{2}-Stadium). Die Lagen im oberen Abschnitt gleiten nach rechts (Südosten – D_{4}-Stadium) ab und erzeugen südostvergente Kleinfältelung

Geodynamisch lassen sich im Zentralmassiv sechs bedeutende tektonisch-metamorphe Entwicklungsstadien ausscheiden:
- Stadium D0. Synchron mit einer nur relikthaft dokumentierten Hochdruck- bis Ultrahochdruckmetamorphose im ausgehenden Silur vor zirka 415 Millionen Jahren BP in Eklogiten und Orthogneisen der Oberen Gneisdecke.[6] Dieses Stadium ist mit der frühvariszischen Ardennenphase gleichzusetzen. Die Drucke erreichten 1,8 bis 2,0 GPa (18 bis 20 Kilobar) entsprechend einer Versenkungstiefe von 50 bis 60 Kilometern, die Temperaturen lagen zwischen 650 °C und 750 °C.[7]
- Stadium D1. Dies ist die weiter oben bereits angeführte acadische Phase im Unterdevon, die für das Zentralmassiv von entscheidender Bedeutung war. Es entstanden großdimensionale Isoklinalfalten mit der dazugehörenden flachliegenden Foliation. Entlang der Faltenachsen kam es zu Abrissen der Faltenschenkel, die zu deckenartigen Überfahrungen führten. Das Grundgebirge wurde zerschert, und es bildeten sich zwei größere Deckenverbände heraus, die Untere Gneisdecke und die Obere Gneisdecke.
 Die Bewegungsrichtung des Hangenden war gegen Südwest. Die Deckenverbände wurden ihrerseits anschließend gefaltet (Sattel- und Muldenzüge mit einer Wellenlänge von rund 50 Kilometern). In diesem Zusammenhang entstanden im Zeitraum 385 – 380 Millionen Jahre BP anatektische Schmelzen und die sedimentären Ausgangsgesteine wurden migmatitisiert. In den Migmatiten sind gelegentlich zu Amphiboliten retromorphisierte Eklogite eingeschlossen. Die Bedingungen dieser Retromorphose lagen bei 0,7 GPa (7 Kilobar) und 700 °C.
 Im Norden des Zentralmassivs (Morvan) wurde die Obere Gneisdecke von undeformierten oberdevonischen Sedimenten überlagert. Die metamorphe Entwicklung war somit im Norden bereits vor 380 Millionen Jahren zu Ende.
- Stadium D2. Bretonische Phase. Dieses Stadium fand im Zeitraum ausgehendes Oberdevon bis Unterkarbon (Tournaisium) statt (360 – 350 Millionen Jahre BP) und lief unter Mitteldruck-/Mitteltemperaturbedingungen ab. Es bewirkte duktile Scherbewegungen, der Bewegungssinn war Hangendes gegen Nordwest.
- Stadium D3. Dieses im Viséum (345 - 325 Millionen Jahre BP) ablaufende Stadium führte im Süden des Zentralmassivs zu Überschiebungen, die das Parautochthon einschließlich des gefalteten Vorlands erfassten. Bewegungsrichtung war hier Hangend gegen Südsüdwest. Im Norden begann zur selben Zeit bereits die synorogene Dehnung, verdeutlicht durch den explosiven Vulkanismus der Tufs anthracifères.
- Stadium D4. Neovariszische Krustendehnung. Dieses Stadium ereignete sich im Unteren Oberkarbon (Serpukhovium, Bashkirium und Moskovium). Die Nordwest-Südost verlaufende synorogene Krustendehnung bewirkte das Aufdringen zahlreicher synkinematischer Leukogranite und Monzogranite.
- Stadium D5. Postorogener Kollaps im Oberen Oberkarbon (Kasimovium). Die Dehnung erfolgte jetzt in Nordnordost-Südsüdwest-Richtung und es entstanden die oberkarbonischen kohleführenden Einbruchsbecken.

## Paläogeographie

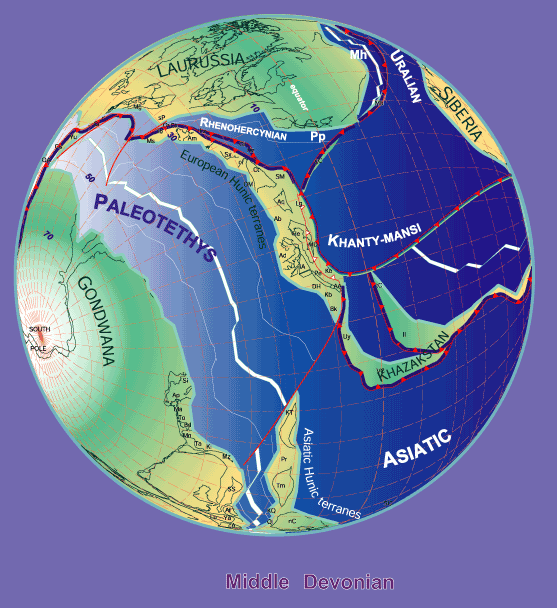
Paläogeographische Rekonstruktion im Mitteldevon. Sie zeigt das Zentralmassiv (Lg) als Teil des europäischen Hun Terrans.

Es wird allgemein anerkannt, dass das Zentralmassiv zusammen mit dem Südteil Armoricas ursprünglich zum Nordrand Gondwanas gehörte. Durch das nach Norden erfolgende Abdriften Armoricas und dessen östlichen Fortsetzungen (auch als Hun-Superterran bezeichnet) von Gondwana im Unteren Ordovizium öffnete sich die Paläotethys. Als Folge wurden die nordwärts gelegenen Ozeane, der Rheische Ozean und der Rhenoherzynische Ozean, mehr und mehr eingeengt. Die Einengung bewirkte eine Subduktion des Rheischen bzw. Rhenoherzynischen Ozeans unter Armorica bzw. unter das Hun-Superterran. Diesem Subduktionsstadium entspricht im Zentralmassiv das geodynamische Stadium D2. Die im Unterkarbon schließlich erfolgende Kontinentalkollision zwischen Gondwana und Laurussia entspricht dem Stadium D3.
Dies ist nur eine von vielen Modellvorstellungen. Andere Modelle unterscheiden sich hiervon meist nur durch andere Subduktionsrichtungen, auch die Anordnung der Mikrokontinente und Kontinentfragmente spielt eine entscheidende Rolle bei der jeweiligen Rekonstruktion. Verkompliziert wird der Sachverhalt außerdem durch die dextralen Scherbewegungen im variszischen Orogen, die ein simples Öffnen/Schließen sehr in Frage stellen.
Als Einstieg in diese Problematik siehe die Arbeit von Stampfli u. a. (2002).

## Abschließende Betrachtung
Das Zentralmassiv zeigt eine sehr komplexe geologische Entwicklung. Seine starke erosive Einebnung seit der Heraushebung des Orogens hat in der Hauptsache das tiefere, polymetamorphe, kristalline Grundgebirge freigelegt. Suprakrustale Gesteinsserien sedimentären Ursprungs sind stark unterrepräsentiert und treten meist nur in Randzonen auf. Diese Tatsache erschwert die Rekonstruktion der geodynamischen Zusammenhänge erheblich.
Auf eine durch Krustensubduktion verursachte Hochdruckmetamorphose an der Wende Silur/Devon folgte eine durch Krusteneinengung ausgelöste, mehrphasige Dynamometamorphose im Devon/Unterkarbon mit sich überkreuzendem Bewegungssinn (das wohlbekannte x des Variszikums). Die unter Krustendehnung erfolgenden letzten beiden Phasen im Oberkarbon zeigen erneut sich überkreuzende Bewegungsrichtungen. Die starken Dehnungen hatten zudem eine ausgeprägte Granitisation mit assoziierter Mineralisation zur Folge.
Der sich überkreuzende Bewegungssinn manifestiert sich im Zentralmassiv auch räumlich. Herrscht im West- und auch im Zentralteil noch hauptsächlich eine Nordwest-Südost-streichende Strukturierung vor, so biegen die Strukturen im Ostteil eindeutig in die Südwest-Nordost-Richtung um.
Erwähnt seien auch noch die sehr diachron verlaufenden Überschiebungen und Heraushebungen, die ein generelles zeitliches Wandern von Nord nach Süd anzeigen. So setzten die Überschiebungen im Norden bereits vor rund 385 Millionen Jahren ein, wohingegen sie sich in der Montagne Noire im äußersten Süden erst vor 325 bis 315 Millionen Jahren bemerkbar machten.